# 3459 Bodil
3459 Bodil (1986 GB) là một tiểu hành tinh vành đai chính được phát hiện ngày 2 tháng 4 năm 1986 bởi Jensen, P. ở Brorfelde.